# Klimatyzator ewaporacyjny

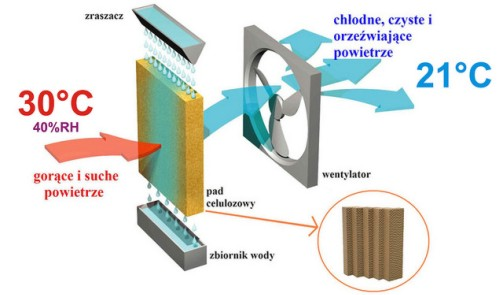
Uproszczony schemat budowy klimatyzatora ewaporacyjnego

Klimatyzator ewaporacyjny (klimatyzer, klimatyzator adiabatyczny) – urządzenie chłodzące powietrze poprzez odparowanie wody. Chłodzenie ewaporacyjne różni się od typowych systemów klimatyzacji, które wykorzystują proces sprężania i rozprężania czynników chłodniczych. Chłodzenie ewaporacyjne wykorzystuje dużą entalpię odparowania. Temperatura powietrza suchego termometru może zostać znacząco obniżona poprzez nasycenie powietrza wilgocią i zbliżeniu się temperatury powietrza do temperatury mokrego termometru. Proces chłodzenia ewaporacyjnego wykorzystuje znacząco mniej energii w porównaniu do konwencjonalnych klimatyzatorów sprężarkowych. W klimatach skrajnie suchych klimatyzatory ewaporacyjne mają dodatkową zaletę, ponieważ nawilżają schładzane powietrze.

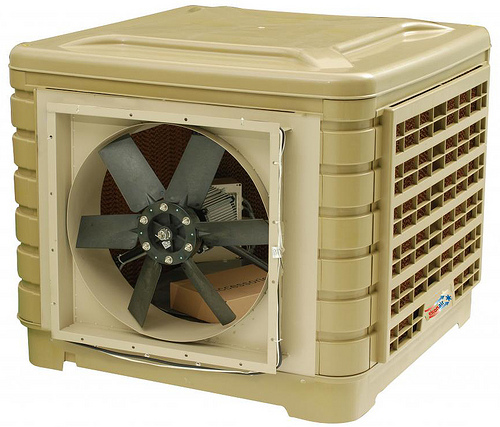
Klimatyzator ewaporacyjny z wylotem bocznym o przepływie powietrza około 15 000 [m3/h].

Potencjał schłodzenia powietrza przez klimatyzatory ewaporacyjne jest zależny od różnicy temperatury mokrego i suchego termometru. W klimacie suchym chłodzenie ewaporacyjne może znacząco zmniejszyć zapotrzebowanie na energię elektryczną w porównaniu do klimatyzacji sprężarkowych. W klimatach nie postrzeganych jako suche klimatyzacja ewaporacyjna również pozwala znacząco ograniczyć wydatki na energię elektryczną. Klimatyzatory ewaporacyjne dzieli się na: bezpośrednie, pośrednie, hybrydowe (pośrednio-bezpośrednie).

## Opis
Klimatyzacja ewaporacyjna była stosowana w Starożytnym Egipcie i Persji. Wykorzystywano mokry materiał zawieszony w drzwiach i oknach oraz podziemne kanały z wodą tzw. Quanat. Na początku XX wieku klimatyzatory ewaporacyjne były obiektami licznych patentów w Stanach Zjednoczonych. Ówczesne klimatyzatory ewaporacyjne wykorzystywały wełnę drzewną jako materiał ociekowy. Typowy klimatyzator z 1945 roku zbudowany był z: zbiornika wody, zaworu pływakowego, pompy wody i wentylatora promieniowego. Taka budowa klimatyzatora pozostaje praktycznie niezmieniona do dzisiaj. W autach z początku XX wieku montowano klimatyzację ewaporacyjną, która została wyparta przez klimatyzację sprężarkową.

## Zasada działania

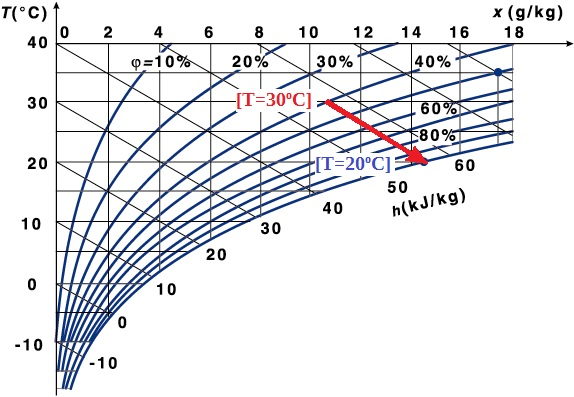
Chłodzenie ewaporacyjne bezpośrednie przedstawione na wykresie Moliera

Klimatyzatory ewaporacyjne obniżają temperaturę powietrza poprzez proces chłodzenia adiabatycznego, nie wykorzystując sprężania czy absorpcji czynnika chłodniczego. Chłodzenie ewaporacyjne jest odparowaniem wody do powietrza, co powoduje obniżenie temperatury powietrza. Energia potrzebna do odparowania wody jest pobierana bezpośrednio z powietrza jako ciepło jawne i w procesie odparowania zamieniane na ciepło utajone. Powietrze to ma stałą entalpię. Ta przemiana energii z jawnej na utajoną nazywana jest adiabatyczną, ze względu na stałą entalpię. Klimatyzacja ewaporacyjna może być zobrazowana na wykresie psychrometrycznym poprzez poruszanie się wzdłuż linii stałych entalpii w kierunku wyższej wilgotności. Prostym przykładem naturalnego procesu ewaporacji jest oddychanie lub pocenie się, gdzie odparowana woda schładza ciało. Każdy kilogram odparowanej wody to 2 257 kJ energii pobranej z powietrza lub 575 W dla odparowywania 1 kilograma wody na godzinę (woda o temperaturze 35 °C). Proces chłodzenia ewaporacyjnego głównie zależy od wilgotności względnej i temperatury.

## Rodzaje klimatyzatorów ewaporacyjnych
Większość rozwiązań korzysta z faktu, że woda ma jedno z najwyższych ciepło parowania z powszechnie znanych substancji, a jednocześnie jest dostępna wszędzie i zazwyczaj jest tania. Dzięki temu klimatyzatory ewaporacyjne wykorzystują tylko ułamek energii elektrycznej, która potrzebna by była w konwencjonalnych systemach chłodzenia. Rozróżniamy klimatyzatory ewaporacyjne:
- bezpośrednie
- pośrednie
- hybrydowe (pośrednio-bezpośrednie)

### Klimatyzatory ewaporacyjne bezpośrednie
Chłodzenie ewaporacyjne bezpośrednie (obieg otwarty) jest wykorzystywane do obniżenia temperatury i podniesienia wilgotności powietrza poprzez przemianę ciepła jawnego na utajone podczas odparowania wody. W tym procesie ilość energii nie ulega zmianie. Ciepłe i suche powietrze zamieniane jest na chłodne i wilgotne. Energia powietrza zewnętrznego wykorzystana jest do odparowania wody. Powietrze nawiewane z klimatyzatora musi być odprowadzone z pomieszczenia, w przeciwnym razie wilgotność względna może wzrosnąć powyżej 90%. Współczesny klimatyzator ewaporacyjny bezpośredni wykorzystuje wentylator, aby zassać powietrze przez złoże ociekowe (wkład celulozowy) z zewnątrz do środka chłodzonego pomieszczenia. Woda nacieka na złoże ociekowe od góry równomiernie je namaczając. Woda, która nie odparuje ścieka do zbiornika wody i jest recyrkulowana z powrotem na złoże przez pompę wody. Odparowanie wody powoduje nagromadzenie się soli mineralnych w zbiorniku co może doprowadzić do obrastania kamieniem złoża i innych elementów, dlatego powinno się regularnie spuszczać wodę (zwykle raz dziennie).

### Klimatyzatory ewaporacyjne pośrednie

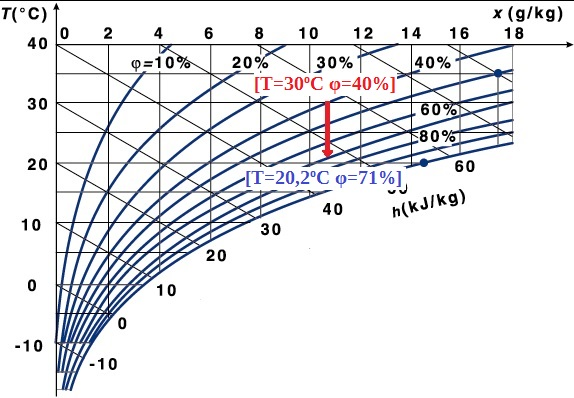
Chłodzenie ewaporacyjne pośrednie przedstawione na wykresie Moliera

Chłodzenie ewaporacyjne pośrednie (obieg zamknięty) jest wykorzystywane do obniżenia temperatury powietrza, ale bez dodawania odparowanej wody, bez zwiększania wilgotności względnej schładzanego strumienia powietrza. W klimatyzatorach pośrednich występują dwa strumienie powietrza. Strumień powietrza, który odparowuje bezpośrednio wodę (roboczy) oraz który nadmuchiwany jest do schładzanego pomieszczenia (główny). Oba strumienie powietrza przepływają przez wymiennik ciepła (np. krzyżowy, rotacyjny, inny), gdzie strumień główny oddaje ciepło do strumienia roboczego.

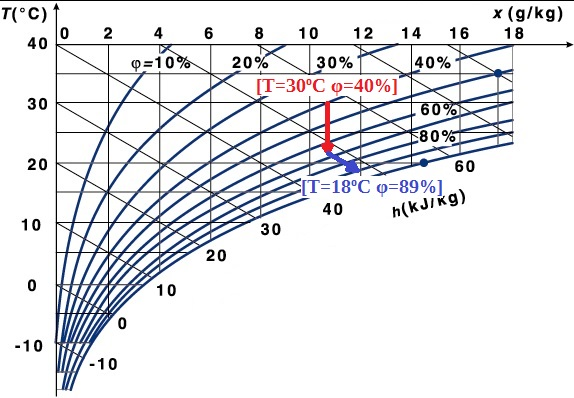
Chłodzenie ewaporacyjne hybrydowe przedstawione na wykresie Moliera

### Klimatyzatory ewaporacyjne hybrydowe
Klimatyzator hybrydowy zbudowany jest z klimatyzatora pośredniego w pierwszej części i klimatyzatora bezpośredniego w kolejnej. W klimatyzatorze hybrydowym dochodzi do schłodzenia powietrza bez zwiększania wilgotności względnej, a następnie powietrze to zostaje schłodzone dodatkowo poprzez bezpośrednie odparowanie wody. Dzięki takiej budowie klimatyzatora, można obniżyć temperaturę powietrza poniżej temperatury termometru mokrego.

## Źródła
- Wesołowski, A., 2010, Przyszłość czynników chłodniczych cz. 1, Chłodnictwo i Klimatyzacja, ISSN 1425-9796, nr 8/2010 str. 11-17
- Górka A., Górzeński R., 2014, Bezpośrednie chłodzenie wyparne budynków, Rynek Instalacyjny 7/2014 http://www.rynekinstalacyjny.pl/artykul/id3734,bezposrednie-chlodzenie-wyparne-budynkow
- Sikończyk I., 2013, Chłodzenie adiabatyczne w układach klimatyzacji komfortu, Rynek Instalacyjny 3/2013
- Krajnik-Żuk E., 2011, Chłodzenie adiabatyczne w zakładach przemysłowych, Rynek Instalacyjny 9/2011
- Anisimov S., Pandelidis D., 2012, Kierunki rozwoju wyparnego chłodzenia powietrza, Rynek Instalacyjny 10/2012